# 鄭敬謨

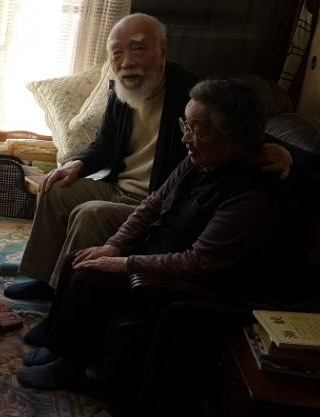
鄭敬謨（奥、2018年）

鄭 敬謨（てい けいも、チョン・キョンモ、1924年7月11日 - 2021年2月16日）は、在日韓国人の評論家、政治活動家、翻訳家。

## 生涯
日本統治下の京城に生まれる。1942年旧制京畿中学（現京畿高等高校）卒業。1945年慶應義塾大学医学部予科修了。1947年渡米、1950年エモリー大学文理大卒業。朝鮮戦争勃発と同時に当時の駐米大使張勉の勧めで米国防総省職員となり、板門店での休戦会談にも参加。韓国政府技術顧問、会社役員就任。
朝鮮戦争を米国の侵略と断じ、朴正煕など韓国独裁政権を批判して金芝河を支援した。1989年に文益煥牧師とともに北朝鮮を訪問し、金日成と会談。祖国平和統一委員会と共同で南北統一に関する声明を発表した。
2021年2月16日、老衰のため神奈川県横浜市内の自宅で死去。96歳没。

## 著書
- 『ある韓国人のこころ 朝鮮統一の夜明けに』朝日新聞社 1972
- 『日本人と韓国』新人物往来社 1974
- 『韓国民衆と日本』新人物往来社 1976
- 『岐路に立つ韓国 中間決算(朴射殺)後の行くすえ』未来社 1980
- 『断ち裂かれた山河 雲上鼎談・韓国現代史』影書房 1984
- 『日本を問う』径書房 こみち双書 世界の本　1985
- 『南北統一の夜明け 朝米関係の軌跡をたどる』井上澄夫編 技術と人間 2001
- 『歴史の不寝番(ねずのばん) 「亡命」韓国人の回想録』鄭剛憲訳 藤原書店 2011

### 翻訳
- 『深夜 金芝河+富山妙子詩画集』土曜美術社 1976
- 『夢が訪れる夜明け 文益煥獄中書簡集』監訳 シアレヒム社 1986
- ブルース・カミングス『朝鮮戦争の起源 解放と南北分断体制の出現』全2巻 林哲、加地永都子共訳 シアレヒム社 1989‐91　のち明石書店
- ギャヴァン・マコーマック『侵略の舞台裏 朝鮮戦争の真実』金井和子共訳 シアレヒム社 1990
- 李炳注『クーデター 朴正煕とその時代』吾郷洋子共訳　シアレヒム社 1993‐96
- 黄晳暎『張吉山』全3巻 シアレヒム社 1994‐96
- 黄晳暎『客人』岩波書店 2004

## 参考
- [ISBN　978-4-89434-804-2]